# Sternodea dichroa
Sternodea dichroa is een keversoort uit de familie harige schimmelkevers (Cryptophagidae). De wetenschappelijke naam van de soort werd in 1896 gepubliceerd door Edmund Reitter.